# 中村勝人
中村 勝人（なかむら かつと、1927年〈昭和2年〉6月27日 - 2011年〈平成23年〉7月22日）は、日本の政治家、地方公務員。山口県宇部市長（第21・22代）。

## 来歴
1927年（昭和2年）6月27日、山口県吉敷郡東岐波村（現・宇部市）に生まれる。旧制宇部工業専門学校(現・山口大学工学部)を卒業したのち、1950年（昭和25年）に東岐波村役場へ入所。東岐波村が宇部市に編入された後は、宇部市役所で庶務課長、財務課長、企画調整部次長、市民部長を歴任した。
市役所退職後は常勤監査委員を務めていたが、1987年（昭和62年）7月18日、当時の二木秀夫参議院議員（第18・19・20代宇部市長）に後継市長候補者として推薦され、宇部市議会の正副議長と議会主要5会派から市長選への出馬要請を受けた。中村はその場での回答を見送ったが、同22日には市長選への出馬を正式に表明した。
同年8月9日に行われた宇部市長選挙では、自由民主党推薦のもと対立候補に大差を付け初当選し、当日付けで第21代宇部市長に就任した。市長に就任した中村は、当時景気拡大によるバブル景気が起こっていたこともあり、市内の各種大規模開発を盛り込んだ「宇部アクティブ10」を発表し、積極的な市街地開発や公共施設の整備を推進による「20万定住都市構想」を掲げた。
市長1期目の任期満了を前にした1991年（平成3年）1月29日、小野湖畔へのゴルフ場建設計画に対する市民の反発から、二木秀夫参議院議員（当時）に市長就任を要請したとして辞意を表明したが、翌2月に二木が市長選出馬を断念したことで辞意を撤回した。6月10日、前宇部市助役（当時）の後藤常忠や印刷会社社長の児玉英治ら保守系候補が相次いで次期市長選への出馬を表明するなか、中村も再選に意欲を示し出馬表明した。
同年7月21日の宇部市長選挙には、中村を含む前述の3人に加え前回選挙の対抗馬であった吉見真一ら4人が立候補し、同市長選挙としては22年ぶりの激戦となったが、他候補を1万票以上引き離し中村が再当選した。市長2期目では、引き続き公共施設の整備等に取り組み、市制70周年記念事業として総合運動公園の整備を決定したほか、1992年（平成4年）5月18日には宇部市と中華人民共和国山東省威海市との間で友好都市協定を締結した。
一方、ゴルフ場開発計画への反発は強まり、またバブル経済の崩壊に伴う経済情勢の悪化から市街地開発を中心とした政策の見直しを迫られた。1993年（平成5年）6月12日にリコールが成立し、出直し市長選への出馬も模索したが、各政党や企業からの支援が得られず、政治界から引退した。
引退後は、宇部市・ニューカッスル市姉妹都市友好協会会長や宇部社会福祉協議会会長のほか、茶道裏千家淡交会宇部支部長を務めた。
2011年（平成23年）7月22日、入院していた病院で死去した。

## 略歴
- 1927年（昭和2年）6月27日、山口県吉敷郡東岐波村（現・宇部市）に生まれる。
- 宇部工業専門学校を卒業したのち、1950年（昭和25年）に東岐波村役場へ入所。
- 1950年（昭和25年）に東岐波村が宇部市に編入された後、宇部市役所では庶務課長、財務課長、企画調整部次長、市民部長を歴任し、退職後は同市常勤監査委員を務める。
- 1987年（昭和62年）8月9日、宇部市長に無所属で初当選。2期目の途中でリコールが成立し引退。
- 2011年（平成23年）7月22日、入院先の病院で死去[3]。

## 選挙
- 1987年（昭和62年）8月9日 - 宇部市長に無所属で初当選（34,007票）。無所属の吉見真一（18,536票）を破る。
- 1991年（平成3年）7月21日 - 宇部市長に無所属で再選（27,313票）。無所属後藤常忠（16,444票）、無所属吉見真一（12,168票）、無所属児玉英治（7,416票）を破る。

## 主な役職
- 宇部市・ニューカッスル市姉妹都市友好協会会長（1994年-2002年）
- 宇部社会福祉協議会会長（1997年-2006年）
- 茶道裏千家淡交会宇部支部長